# Gierałt (herb szlachecki)
Gierałt – polski herb szlachecki, noszący zawołania Gierałt, Hosmorog, Osmoróg. Gierałt jest jednym z 47 herbów adoptowanych przez bojarów litewskich na mocy unii horodelskiej z 1413 roku.
Herb występował głównie wśród rodzin osiadłych w ziemi krakowskiej, sandomierskiej, poznańskiej i sieradzkiej. Najbardziej znane rody z późniejszych epok, pieczętujące się herbem Gierałt to między innymi: Towiańscy i Wyżyccy.
Gierałta używał też św. Świerad.

## Opis herbu

### Opis historyczny
Kasper Niesiecki, podając się na dzieła historyczne Marcina Bielskiego, Bartosza Paprockiego, Szymona Okolskiego i Wojciecha Kojałowicza, opisuje herb:

Ma być krzyż biały rozdarty, w polu czerwonem, a na każdym rogu krzyża, jabłko, czyli pomarańcza, w hełmie cietrzew z podniesionymi skrzydłami.

### Opis współczesny
Opis skonstruowany współcześnie brzmi następująco:
Na tarczy w polu czerwonym pomiędzy czterema złotymi kulami, krzyż rozdarty srebrny.
W klejnocie cietrzew, w prawą stronę herbu skierowany.
Labry herbowe czerwone, podbite srebrem.

## Geneza

### Najwcześniejsze wzmianki
Rok powstania ok. 1288-1306, pierwsze wzmianki 1361, wizerunek pieczętny 1384.
W wyniku unii horodelskiej w 1413 przeniesiony na Litwę.

### Etymologia
Nazwa herbu najprawdopodobniej wywodzi się od imienia G(i)erałt. L. Pierzchała uważał, że nazwa rodu jest związana z imieniem świętego, który stał się jego patronem. W średniowieczu czczonych było siedmiu świętych o tym imieniu.

### Legenda herbowa
Na podstawie dzieł Szymona Okolskiego, Kasper Niesiecki przytacza legendę:

(...) Gieralt niejaki, (...) lubo wiarę Chrześcijańską widział, że za Mieczysława monarchy prawie cała Polska przyjęła; przecież on długo się opierał tak instynktom Boskim, jako i drugim, swoim go przykładem do tego wabiącym, gdy się jednak do Rzymu potem wybrał, tam się przez chrzest Bogu odrodził, i ten herb za zaszczyt domu swego, z łaski papieskiej, (...) dawny swój z przodków herb, to jest cietrzewia, na hełm wyniósł. Powróciwszy potem do Polski, prawie wszystką fortunę swoją na kościoły, i różne fundacje, w świętym ferworze rozszafował. Od imienia tedy jego, i herb Gieraltem nazwany, a zaś od ośmiu niby rogów w krzyżu, Osmoróg.

Innymi słowy, szlachcic o imieniu Gierałt długo opierał się przyjęciu wiary chrześcijańskiej. Dopiero podczas pobytu w Rzymie przyjął chrzest i nawrócił się. Otrzymał herb ten z łaski papieskiej. Na klejnocie umieścił cietrzewia, gdyż poprzednio legitymował on się właśnie herbem Cietrzew. Powróciwszy do Polski finansował budowę licznych kościołów i fundacji kościelnych. Od jego nazwiska herb nazwano Gierałt, a z racji występowania ośmiu niby-rogów na krzyżu, herb nazywano również Osmoróg lub Rogów.

## Herbowni
Lista herbownych w artykule sporządzona została na podstawie wiarygodnych źródeł, zwłaszcza klasycznych i współczesnych herbarzy. Należy jednak zwrócić uwagę na częste zjawisko przypisywania rodom szlacheckim niewłaściwych herbów, szczególnie nasilone w czasie legitymacji szlachectwa przed zaborczymi heroldiami, co zostało następnie utrwalone w wydawanych kolejno herbarzach. Identyczność nazwiska nie musi oznaczać przynależności do danego rodu herbowego. Przynależność taką mogą bezspornie ustalić wyłącznie badania genealogiczne.
Pełna lista herbownych nie jest dziś możliwa do odtworzenia, także ze względu na zniszczenie i zaginięcie wielu akt i dokumentów w czasie II wojny światowej (m.in. w czasie powstania warszawskiego w 1944 spłonęło ponad 90% zasobu Archiwum Głównego w Warszawie, gdzie przechowywana była większość dokumentów staropolskich). Lista nazwisk znajdująca się w artykule pochodzi z Herbarza polskiego, Tadeusza Gajla (69 nazwisk). Występowanie na liście nazwiska nie musi oznaczać, że konkretna rodzina pieczętowała się herbem Gierałt. Często te same nazwiska są własnością wielu rodzin reprezentujących wszystkie stany dawnej Rzeczypospolitej, tj. chłopów, mieszczan, szlachtę. Jest to jednakże dotychczas najpełniejsza lista herbownych, uzupełniana ciągle przez autora przy kolejnych wydaniach Herbarza. Tadeusz Gajl wymienia następujące nazwiska uprawnionych do używania herbu Gierałt:
Bełcznicki, Burzyński,
Dobromirski, Dobromyski, Dymieński,
Fastykowski, Faszczewski, Faściszewski,
Garczyński, Gerald, Gerlach, Gerłowicz, Giec, Giecewicz, Gieralt, Gierałowicz, Gierałt, Gierałtowski, Gierłowicz, Gierzyński, Gilwicki, Ginejt, Gineyt, Giżyński, Gniewek, Gorzkowski,
Herałowicz,
Jaguczyński, Janikowski, Januszewicz, Juszkiewicz,
Kentrzyński, Kętrzyński, Kijanowski, Koczanowski, Koczonowski, Komorowski, Kostech, Koźmicki, Krzystkowski, Krzyszkowski, Kucewicz,
Lucławski,
Mackiewicz, Magnus, Marszowski, Mojkowski, Mozgawa, Mozgawski,
Osmoróg, Ośmioróg,
Piotrowski, Pożerski, Przybysławski,
Rogowski, Rosław, Rzeszyński,
Siemichowski, Siemiechowski, Skrętowski, Słonecki, Sojeta, Sokolnicki, Strzałka, Strzelecki, Sułowski, Surgut, Surkont, Surwiłło, Surzycki, Suskont, Szadziewicz, Szedziewicz-Towiański,
Torański, Tourański, Towiański, Towtkiewicz,
Wężycki, Wierzchosław, Wieścicki, Więckowski, Więczkowski, Wilczkowski, Winkler, Wiszycki, Wolski, Wrobilski, Wróblewski, Wróblicki, Wróbliński, Wróbliski, Wróblowski, Wyrzycki, Wyżycki, Wyżyski,
Zemleszczery.

## Odmiany
| Odmiany herbu Gierałt |

## Galeria

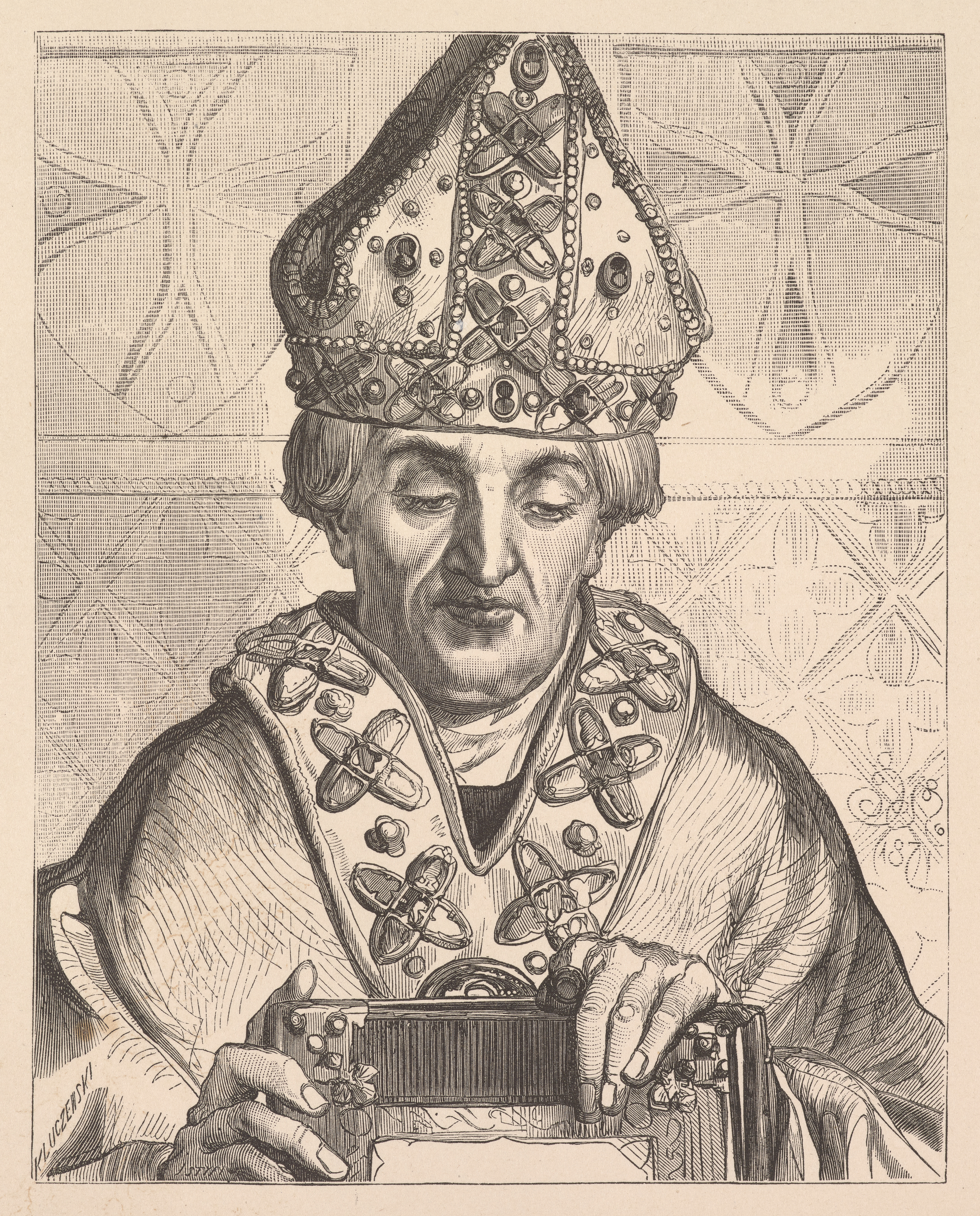
Mikołaj z Gorzkowa, autorstwa Jana Matejki (1873). Za nim na górze dwa herby Gierałt
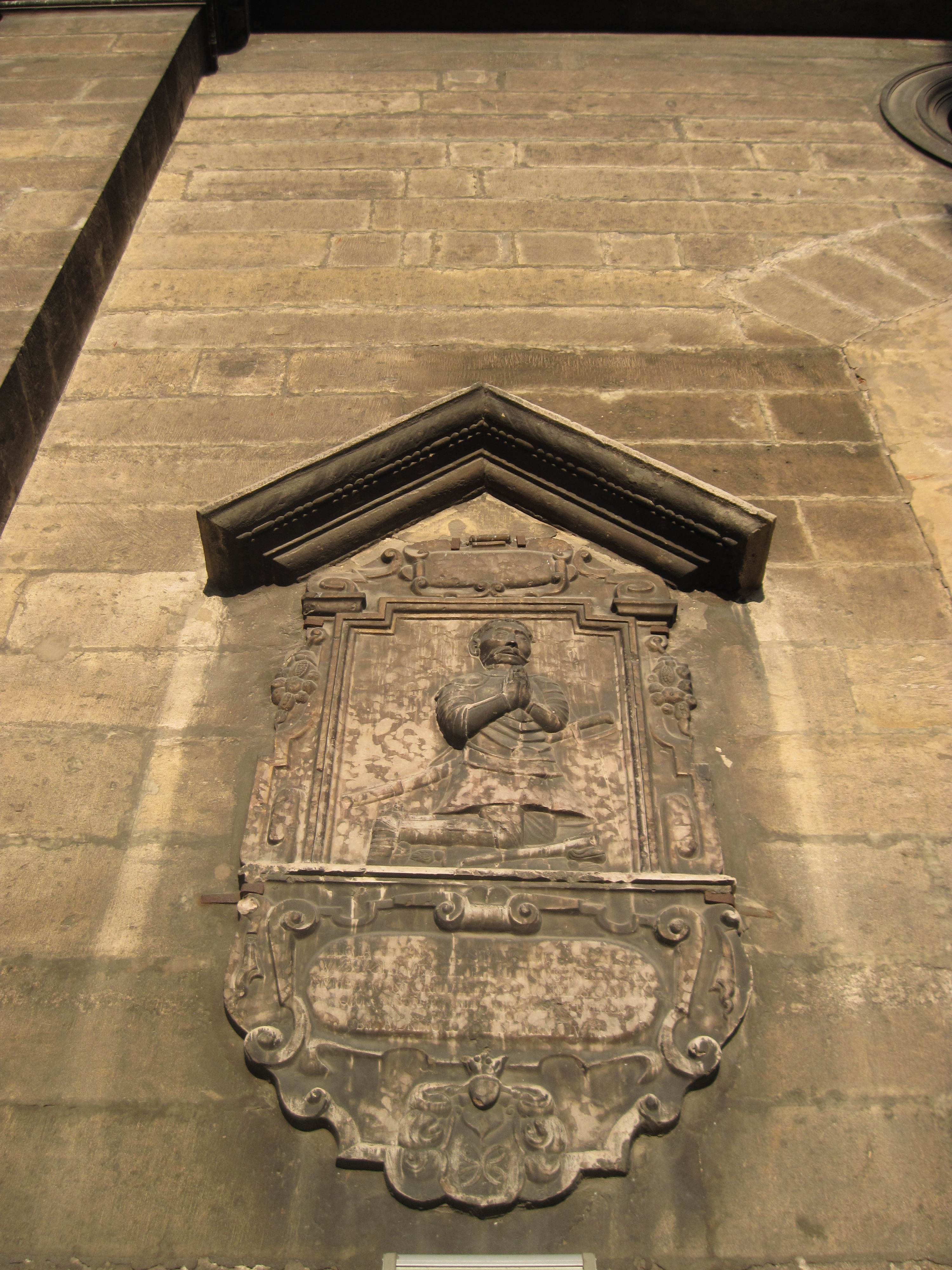
Tablica na fasadzie kościoła Bernardynów we Lwowie z herbem Gierałt